# I Wanna Pick You Up
«I Wanna Pick You Up» es una canción escrita por Brian Wilson para la banda de rock estadounidense The Beach Boys. Inicialmente se grabaron varias maquetas durante las sesiones de 15 Big Ones (1976) como "Pick Ya Up at 8", pero posteriormente fue modificada y se editó en el álbum Love You de 1977.

## Grabación
"I Wanna Pick You Up" fue grabada el 13 de octubre de 1976 en Brother Studios con la pista instrumental interpretada en gran parte por Brian Wilson gracias a la grabación multipista. Dennis Wilson canta la mayoría de las voces principales de la canción con su hermano Brian uniéndose a él en la segunda mitad de los versos y estribillo. La canción presenta un arreglo de armonía de cinco partes a capella.

### Créditos
- Al Jardine – armonías y voces de fondo
- Mike Love – armonías y voces de fondo
- Brian Wilson – voz principal, armonías y voces de fondo; sintetizador moog; piano
- Carl Wilson – armonías y voces de fondo
- Dennis Wilson – voz principal, armonías y voces de fondo; batería

## Versiones
En la década de 1990, la canción fue grabada por Darian Sahanaja con un estilo de producción parecido al de Pet Sounds, incluyendo un teclado introductorio similar al de la canción "You Still Believe in Me", y un final con armonías vocales tomadas de "Heroes and Villains Outtake" que eventualmente se usaron en la versión de Brian Wilson Presents Smile. La portada del sencillo de la versión de "I Wanna Pick You Up" hecha por Sahanaja fue lanzada como lado B de "Do You Have Any Regrets" escrito por Brian Wilson. El sencillo fue prensado en vinilo azul con una etiqueta parodiando al sello X Records, la discográfica que editó el primer sencillo de The Beach Boys, "Surfin'".
En 2000, la canción fue grabada por Alex Chilton para el álbum recopilatorio en homenaje a Brian Wilson y The Beach Boys Caroline Now!.